# Christian Almeida
Christian Andrés Almeida Rodríguez (Montevideo, Uruguay, 25 de diciembre de 1989) es un futbolista uruguayo. Juega como defensa en el Club Atlético River Plate de la Primera División de Uruguay.

## Clubes
| Club               | País      | Año               | Part | Goles |
| ------------------ | --------- | ----------------- | ---- | ----- |
| Liverpool          | Uruguay   | 2011 - 2017       | 143  | 5     |
| Defensa y Justicia | Argentina | 2018              | 26   | 3     |
| Belgrano           | Argentina | 2019              | 19   | 0     |
| Godoy Cruz         | Argentina | 2020              | 6    | 0     |
| Liverpool          | Uruguay   | 2021              | 26   | 3     |
| Nacional           | Uruguay   | 2021 - 2023       | 49   | 4     |
| River Plate        | Uruguay   | 2024 - Actualidad |      |       |

## Palmarés
| Título              | País    | Club      | Año     |
| ------------------- | ------- | --------- | ------- |
| Segunda División    | Uruguay | Liverpool | 2014-15 |
| Torneo Clausura     | Uruguay | Liverpool | 2020    |
| Supercopa Uruguaya  | Uruguay | Nacional  | 2021    |
| Torneo Intermedio   | Uruguay | Nacional  | 2022    |
| Torneo Clausura     | Uruguay | Nacional  | 2022    |
| Campeonato Uruguayo | Uruguay | Nacional  | 2022    |